# Festa nazionale del Liechtenstein
La festa nazionale del Liechtenstein (Liechtenstein Staatsfeiertag) è la Giornata Nazionale del Principato del Liechtenstein.
La festività viene celebrata il 15 agosto e ricorda la data dell'Assunzione di Maria (Mariä Himmelfahrt)  e il Giorno del compleanno del principe Francesco Giuseppe II del Liechtenstein, che, pur essendo nato il 16 agosto, viene ricordato il 15 agosto in concomitanza con la data dell'Assunzione.
Il principe Francesco Giuseppe II del Liechtenstein (1906- 1989) fu una delle figure più rilevanti del Principato nel corso del XX secolo: nel contesto della Seconda Guerra Mondiale riuscì a mantenere la inviolabilità e la neutralità del suo Principato dal conflitto stesso.